# Эйл-Малк
Эйл-Малк (англ. Eil Malk) — необитаемый коралловый остров в южной части Тихого океана.

## География

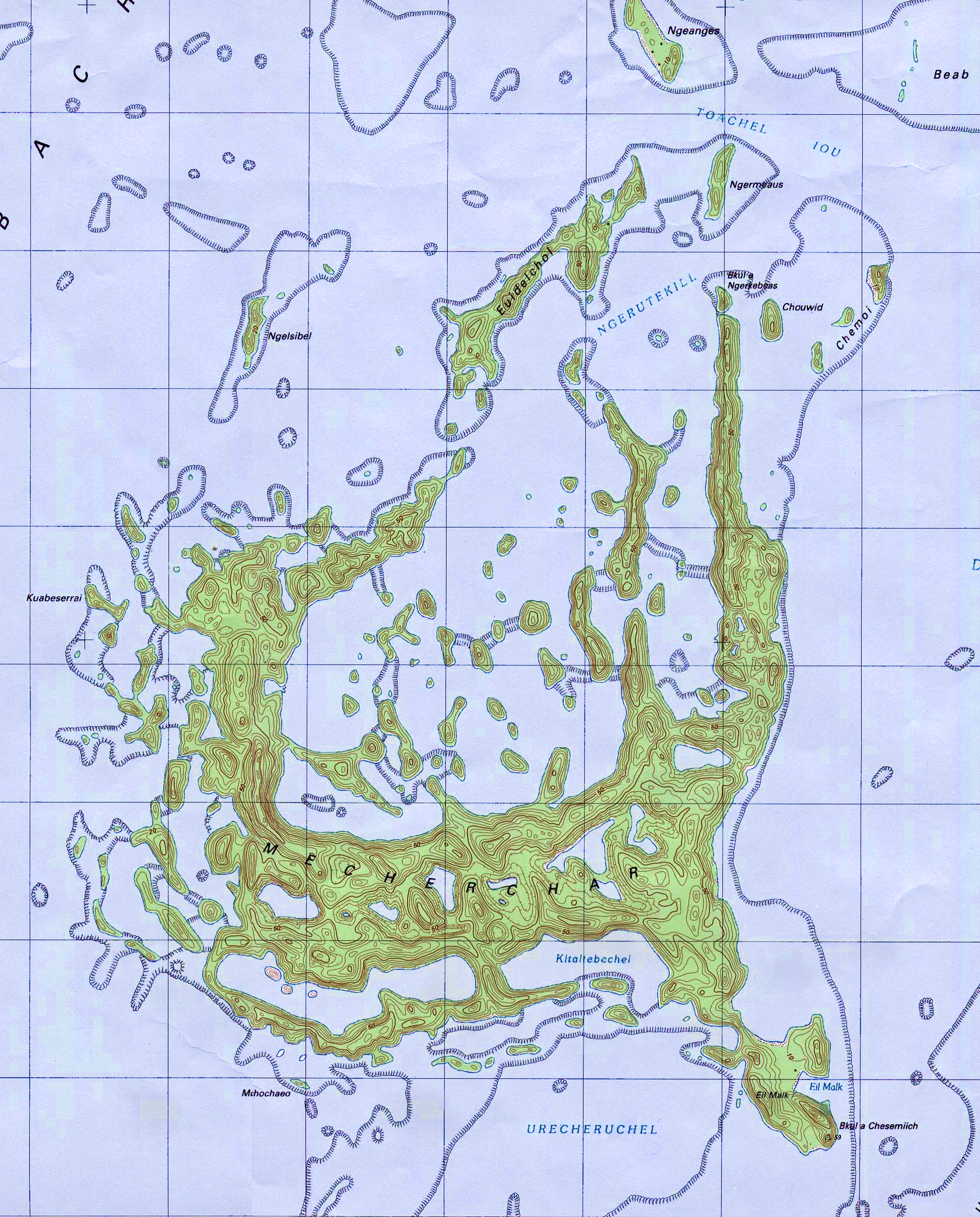
Эйл-Малк

Находится в 23 километрах юго-восточнее острова Корор в составе островов Палау. Длина острова — 6 км, ширина — 4,5 км, площадь — 19 км². Максимальная высота над уровнем океана — 82 м.
Климат тропический. Остров подвержен негативному воздействию тропических циклонов. Часть Эйл-Малка покрыта густыми тропическими лесами.